# Медведский район
Медведский район — административно-территориальная единица в составе Новгородского округа Ленинградской области РСФСР в 1927—1931 годах.
При образовании района, в августе 1927 года, райцентром было определено село Медведь, в состав района вошли 17 сельсоветов из Медведской волости Новгородского уезда Новгородской губернии:
1. Большеугородский;
2. Ведринский;
3. Велебицкий;
4. Верхнеприхонский;
5. Высоковский;
6. Голинский;
7. Горноверетьевский;
8. Егольницкий;
9. Любачский;
10. Медведский;
11. Менюшский;
12. Мшагский;
13. Нижеприхонский;
14. Поселково-Шимский;
15. Старомедведский;
16. Теребутицкий;
17. Шимский.

В ноябре 1928 года в районе в результате укрупнения были упразднены пять сельсоветов:
1. Ведринский (присоединён к Горноверетьевскому сельсовету);
2. Верхнеприхонский (присоединён к Медведскому сельсовету);
3. Любачский (присоединён к Велебицкому и Медведскому сельсоветам);
4. Поселково-Шимский (присоединён к Шимскому сельсовету);
5. Старомедведский (присоединён к Медведскому сельсовету).

В соответствии с постановлением Президиума ВЦИК от 10 декабря 1928 года из Черновского в Медведский район вошли территории упразднённых Староголубковского и Уномерского сельсоветов, на которых был вновь образован Большетеребецкий сельсовет, также из Медведского района, в Солецкий район перешла деревня Егольник.
30 июля 1930 года Новгородский округ, как и большинство остальных округов СССР, был упразднён. Район стал подчинён напрямую Леноблисполкому.
В соответствие постановлению Президиума ВЦИК от 20 сентября 1931 г. Медведский район был упразднён, а 12 сельсоветов: Большетеребецкий, Большеугородский, Велебицкий, Высоковский, Голинский, Горноверетьевский, Медведский, Менюшский, Мшагский, Нижнеприхонский, Теребутицкий и Шимский вошли в состав Новгородского района.